# 霍姆蘭 (密蘇里州)
霍姆蘭（英語：Homeland）是位於美國密蘇里州豪厄爾縣的非建制地區。

## 歷史
霍姆蘭的郵局於1873年設立，其後於1895年停運。

## 地理
霍姆蘭所處的海拔為高於海平面354米（即1161英呎），而該地所採用的時區為UTC-6，即北美中部時區（CST）。同時該地設有夏令時間，為UTC-6調快一小時，即UTC-5（CDT）。